# Vintersexhörningen

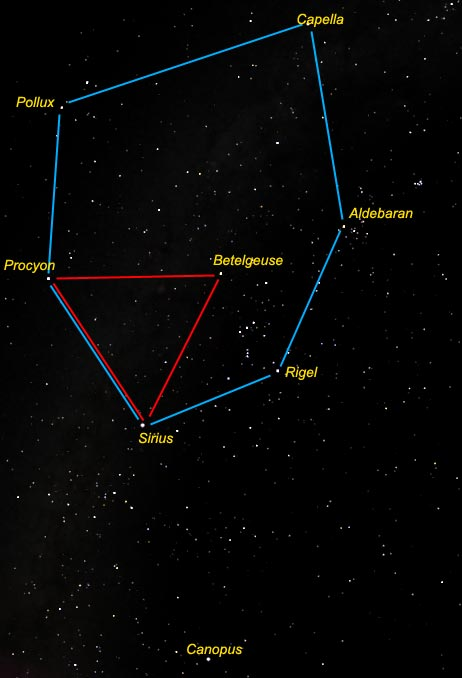
Blå = Vintersexhörningen, Röd = Vintertriangeln.

Vintersexhörningen, även kallad Vintercirkeln, är en asterism som består av stjärnorna Capella, Aldebaran, Rigel, Sirius, Procyon och Pollux/Castor. Asterismen kan även kallas Vinterfemhörningen och då tas inte Pollux/Castor med. Capella är den fjärde ljusstarkaste stjärnan på norra stjärnhimlen. Rigel är den ljusstarkaste stjärnan i stjärnbilden Orion. Aldebaran är den ljusstarkaste stjärnan i Oxen. Sirius är huvudstjärnan i Stora hunden och den ljusstarkaste stjärnan på stjärnhimlen.
Mindre och mer regelbunden är Vintertriangeln, som delar två hörn (Sirius och Procyon) med den större sexhörningen. Det tredje hörnet är Betelgeuse. Dessa tre stjärnor är alla bland de tio ljusstarkaste stjärnorna, och är lätta att finna, i synnerhet som Betelgeuse ingår i Orion, som är en av de mest välkända stjärnbilderna.